# Thomas Hoeren

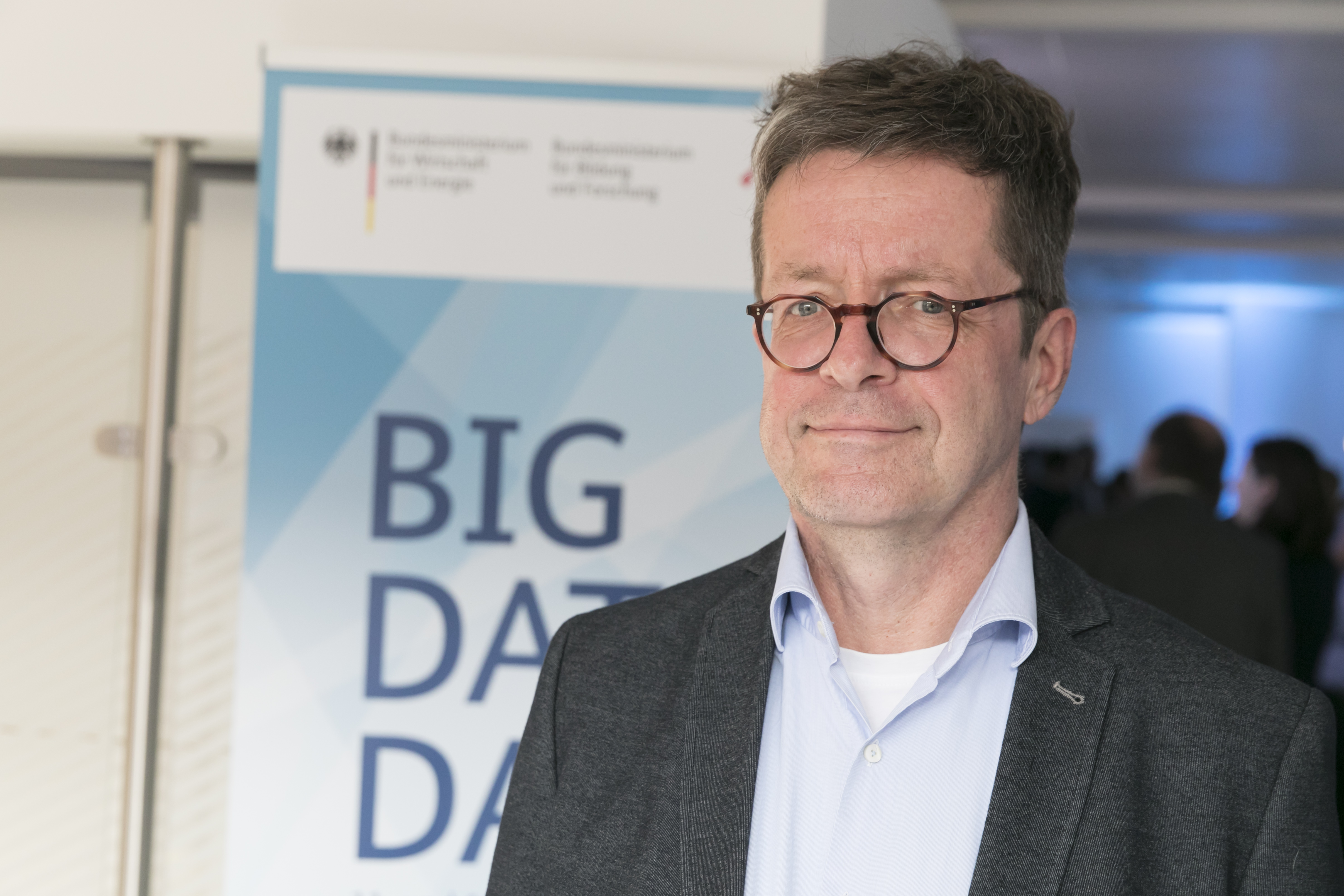
Thomas Hoeren

Thomas Hoeren (ur. 22 sierpnia 1961 w Dinslaken, Niemcy) – niemiecki naukowiec – prawnik, specjalizujący się w prawie informacyjnym i medialnym, doktor nauk, profesor. 

## Życiorys
Od 1980 do 1987 Thomas Hoeren studiował teologię i prawo w Münster, Tübingen i Londynie. Przy tym w 1986 r. osiągnął on stopień kościelnego licencjata teologii. Swój pierwszy państwowy egzamin prawniczy zdał w 1987 roku. Następnie w 1987 r. promował na Uniwersytecie im. Wilhelma w Münster. Temat jego dysertacji: „Przekazanie oprogramowania jako kupno ruchomości“. W 1991 złożył drugi prawniczy egzamin państwowy. Po habilitacji w roku 1994, również w Münster, na temat: „Autoregulacja w prawie bankowym i ubezpieczeniowym“, objął profesurę na Uniwersytecie im. Heinrich Heine w Düsseldorfie (Niemcy), gdzie wykładał na wydziale prawa cywilnego i gospodarki międzynarodowej.
W latach 1996–2011 Hoeren sprawował funkcję sędziego w Wyższym Sądzie Krajowym w Düsseldorfie. W roku 1997 został powołany na katedrę prawa informacyjnego i informatyki prawnej przy fakultecie prawa na Westfalskim na Uniwersytecie im. Wilhelma w Münster. Tam działa on jako naukowiec w Europejskim Centrum Naukowym Systemów Informacyjnych (European Research Center for Information Systems). Thomas Hoeren posiada licencję uprawniającą do wykładania prawa cywilnego, prawa gospodarczego, prawa procesu cywilnego jak również informatyki prawnej.
Do 1997 był doradcą prawnym przy Komisji Europejskiej/DG XIII w Legal Advisory Board on Information Technology oraz członkiem Task Force Group on Intellectual Property Komisji Europejskiej. Hoeren jest członkiem rady konsultacyjno - naukowej przy DENIC, jak również członkiem Kuratorium Research Center for Information Law Uniwersytetu St. Gallen.
Od czerwca 2000 pracuje jako “Domain Name Panelist” w World Intellectual Property Organization. Oprócz tego jest on od 2004 członkiem (Research Fellow) Oxford Internet Institut/Balliol College, członkiem Komisji Specjalnej do Spraw Komunikacji Niemieckiej przy UNESCO, członkiem grupy “Neue Medien” Konferencji Rektorów Szkolnictwa Wyższego i członkiem Komisji Specjalnej do Spraw Prawa Autorskiego i Wydawniczego Niemieckiego Zjednoczenia dla ochrony prawnej własności przemysłowej i prawa autorskiego. Od 2012 jest dziekanem fakultetu prawa na Uniwersytecie im.Wilhelma w Münster.
Thomas Hoeren jest żonaty, ma dwoje dzieci i zamieszkuje w Steinfurt (Niemcy). Dodatkowo pracuje jako niezależny fotograf.

## Wyróżnienia
- 2006 – Nagroda naukowa w dziedzinie Komunikacji Technicznej

## Czasopisma
- Do 1997 członek redakcji czasopisma „Computer und Recht”, współwydawca czasopism „EDI law Review“ oraz „Information and Communications Technology Law“
- Od roku 1998 współwydawca czasopisma ,,Multimedia und Recht”
- Od maja 2005 redaktor szwajcarskiego, prawniczego ,internetowego czasopisma „Jusletter“
- Od roku 2007 członek Rady Konsultacyjnej czasopisma „Computer und Recht“
- Konsultant Wydawnictwa czasopisma edukacyjnego „Ad legendum“

## Publikacje (wybór)
- Thomas Hoeren: Internetrecht. Październik 2011. Download jako [PDF]-plik (553 strony, 3,8 MByte); jest regularnie aktualizowana i publikowana ze zmodyfikowanym URL; ten link pokazuje najnowszą wersję
- Biblioteka Uniwersytetu w Münster: Ponad 200 opracowań Thomasa Hoerena. miami.uni-muenster.de. [zarchiwizowane z tego adresu (2012-07-12)].